# Hemithea mapsaurica
Hemithea mapsaurica är en fjärilsart som beskrevs av Louis Beethoven Prout 1933. Hemithea mapsaurica ingår i släktet Hemithea och familjen mätare. Inga underarter finns listade i Catalogue of Life.